# Orbita wsteczna

Ruch wsteczny - obiekt czerwony krąży zgodnie ze wskazówkami zegara wokół obiektu niebieskiego, obracającego się wokół własnej osi w kierunku przeciwnym do ruchu wskazówek

Orbita wsteczna – orbita, po której ruch obiektu zachodzi w kierunku przeciwnym do ruchu obrotowego ciała okrążanego, czyli ze wschodu na zachód. Nachylenie takiej orbity, dla Ziemi, jest większe od 90° a mniejsze od 270°.